# You Nasty
Albums de Too $hort
Can't Stay Away
(1999) Chase the Cat
(2001)
Singles
1. 2 Bitches
Sortie : 2000
2. You Nasty
Sortie : 2000

You Nasty est le neuvième album studio de Too $hort, sorti le 12 septembre 2000.
L'album s'est classé 4e au Top R&B/Hip-Hop Albums et 12e au Billboard 200 et a été certifié disque d'or par la Recording Industry Association of America (RIAA) le 30 octobre 2000.

## Liste des titres
| No  | Titre                                       | Contient un (des) sample(s) de       | Durée |
| --- | ------------------------------------------- | ------------------------------------ | ----- |
| 1.  | Anything is Possible                        |                                      | 4:22  |
| 2.  | You Nasty                                   |                                      | 3:30  |
| 3.  | Pimp Shit (featuring Kokane)                |                                      | 4:46  |
| 4.  | Just Like Dope (featuring E-40)             |                                      | 3:54  |
| 5.  | Call Me Daddy                               |                                      | 3:54  |
| 6.  | Recognize Game (featuring Chyna Whyte)      |                                      | 4:02  |
| 7.  | She Know (featuring The Nation Riders)      | Living Without You de Pleasure       | 4:29  |
| 8.  | 2 Bitches                                   |                                      | 3:57  |
| 9.  | All the Time                                |                                      | 3:59  |
| 10. | Where They At? (featuring Captain Save 'Em) |                                      | 4:00  |
| 11. | Don't Hate the Player                       |                                      | 3:12  |
| 12. | Be My Dirty Love                            | Save Their Souls d'Hamilton Bohannon | 3:57  |
| 13. | Nation Riders Anthem                        |                                      | 3:59  |
| 14. | Old School                                  |                                      | 4:30  |